# HTC Wildfire S
L'HTC Wildfire S è uno smartphone prodotto dalla HTC Corporation ed è il successore del telefonino HTC Wildfire. Annunciato per la prima volta al Mobile World Congress 2011 tenutosi a Barcellona, è stato commercializzato nel maggio del 2011 con sistema operativo Android 2.3 "Gingerbread". Questo dispositivo dispone di una fotocamera da 5 Megapixel con flash e di un processore da 600 MHz. Il suo display è di 3.2" e risoluzione pari a 320x480px.